# Tour de la Shenzhen Development Bank
La Tour de la Shenzhen Development Bank ou (深圳发展银行大厦) est un gratte-ciel de 184 mètres de hauteur maximale et structurale construit à Shenzhen de 1992 à 1996. 
Sans les deux hampes, la hauteur du toit de l'immeuble est de 144 mètres.
La surface de plancher du bâtiment est de 71 000 m² .
L'architecte est la société australienne Peddle Thorp & Walker Pty. Ltd.